# Rund um Köln 2018
Il Rund um Köln 2018, centoduesima edizione della corsa, valevole come evento dell'UCI Europe Tour 2018 categoria 1.1, si svolse il 10 giugno 2018 su un percorso di 207,7 km, con partenza e arrivo a Colonia, in Germania. La vittoria fu appannaggio dell'irlandese Sam Bennett, che completò la gara in 4h 53' 17" alla media di 42,49 km/h precedendo l'estone Mihkel Räim e il polacco Szymon Sajnok.
Al traguardo di Colonia 111 ciclisti, dei 142 alla partenza, portarono a termine la competizione.

## Squadre e corridori partecipanti
| N.      | Cod. | Squadra                      |
| ------- | ---- | ---------------------------- |
| 1-7     | BOH  | Bora-Hansgrohe               |
| 11-17   | LTS  | Lotto Soudal                 |
| 21-27   | TKA  | Team Katusha Alpecin         |
| 31-37   | SVB  | Sport Vlaanderen-Baloise     |
| 41-45   | VWC  | Veranda's Willems-Crelan     |
| 51-57   | VWA  | WB Aqua Protect Veranclassic |
| 61-67   | DMP  | Delko Marseille Provence KTM |
| 71-77   | ICA  | Israel Cycling Academy       |
| 81-87   | RNL  | Roompot-Nederlandse Loterij  |
| 91-97   | CCC  | CCC Sprandi Polkowice        |
| 101-107 | GAZ  | Gazprom-RusVelo              |

| N.      | Cod. | Squadra                 |
| ------- | ---- | ----------------------- |
| 111-117 | LKT  | LKT Team Brandenburg    |
| 121-127 | DSU  | Development Team Sunweb |
| 131-137 | HRN  | Heizomat rad-net.de     |
| 141-147 | LKH  | Team Lotto-Kern Haus    |
| 151-157 | TDA  | Team Dauner D&DQ/Akkon  |
| 161-167 | SVL  | Team Sauerland NRW      |
| 171-177 | VOL  | Team Vorarlberg Santic  |
| 181-187 | LPC  | Leopard Pro Cycling     |
| 191-197 | CHE  | Svizzera                |
| 201-206 | BAI  | Bike Aid                |

## Ordine d'arrivo (Top 10)
| Pos. | Corridore         | Squadra    | Tempo    |
| ---- | ----------------- | ---------- | -------- |
| 1    | Sam Bennett       | Bora       | 4h53'17" |
| 2    | Mihkel Räim       | Israel     | s.t.     |
| 3    | Szymon Sajnok     | CCC        | s.t.     |
| 4    | Brenton Jones     | Delko Mar. | s.t.     |
| 5    | Marcel Kittel     | Katusha    | s.t.     |
| 6    | Aaron Grosser     | Sauerland  | s.t.     |
| 7    | Fabian Lienhard   | Svizzera   | s.t.     |
| 8    | Jannik Steimle    | Vorarlberg | s.t.     |
| 9    | Alexander Krieger | Leopard    | s.t.     |
| 10   | Sean De Bie       | Veranda's  | s.t.     |